# خراب السنف (صنعاء)
خراب السنف هي إحدى قرى الجمهورية اليمنية. تتبع جغرافيا لمحافظة صنعاء وإداريًا لمديرية بني مطر. يبلغ تعداد سكانها 1250 نسمة حسب الإحصاء الذي أجري عام 2004.